# Love Destiny: The Movie
『運命のふたり －劇場版－』 (泰題: บุพเพสันนิวาส 2, 英語: Love Destiny: The Movie, 正式名 "บุพเพสันนิวาส ๒" もしくは略称として "บุพเพ ๒") は、2022年のタイのロマンティック・コメディ映画。GDHとブロードキャスト・タイ・テレビジョンの共同製作。タイの小説家Rompaengの小説『บุพเพสันนิวาส』を原案としている。TVドラマ『運命のふたり』の続編にあたる作品であるが、TVシリーズでの続編である『พรหมลิขิต』の映画化や翻案ではなく、両者の間に位置するエピソードとなる。 監督は Adisorn Tresirikasem、主な演者は Thanavat Vatthanaputi および ラーニー・キャンペーン のTVシリーズの主演の2人に加え、Paris Intarakomalyasut, Chanon Santinatornkul, Pawenuch Paengnakhon, Nimit Luksameepong および Suwatjanee Chaimusik。
この映画は2021年2月1日に撮影が開始されたが、公開は延期され、2022年7月28日に公開された。gdhはタイの映画界としては初のデジタルトークンを発行し、バンコクの主要エリアで模造品を配るなどして、オンラインおよびオフラインの双方でプロモーションを行った。  
本作は観客に好意的に受け入れられた。公開後1ヶ月の興行収入は 170.19百万バーツ (バンコク、その近郊およびチェンマイ) もしくは 392.73百万バーツ (タイ全土) で、これはこの映画公開時点でのタイの映画興行収入トップ10に入る。 歴史的事実とシュールレアリズムの融合は批評家から高く評価され、演技と主役俳優の映画への相性、視覚的な作り、娯楽性、歌やサウンドトラックについては肯定的な、特殊効果や映画の長さ、また特に時折入る物語に合わないジョークやビートについては否定的な評価があった。

## あらすじ
この映画は、アユタヤ朝を舞台にしたTV版から二百年ほど経ったラタナコーシン朝初期(ラーマ3世時)のシャムを舞台に、テレビ版の主演2人の転生者を主役として作られたものである。 テレビ版のデイが転生したソンバトボディ(ブホップ)は王立財務省のチーフエンジニアであり、カラケットが転生したゲイソンは王立警察署の大佐の娘である。ブホップの夢での出会いと、場違いのように現れた奇妙な男、メータスを巡って、歴史を正しく戻す必要が生まれる。 この映画は『運命のふたり』の続編である『พรหมลิขิต』とは異なる作品であり、その2つの作品の間に位置するスピンオフのような作品である。
ネット販売を手掛ける商人メータス・ハントラクルは、2021年にとある寺で先祖代々の家宝であったマスケット銃を日食の瞬間に撃ったことで1841年のシャム、ラタナコーシン朝の初期にタイムスリップする。彼は"英国工場"と呼ばれていた貿易会社の代表であるロバート・ハンターと出会い、彼の右腕になった。メータスの持っていた家宝の銃にハンター氏の称号である"ルアン・アウトウィセット"という文字が刻まれていたことから、ハンター氏は、おそらく彼の祖先であったと彼は考えた。彼は、 マスケット銃を例の寺で何度も撃っていたが、現代には戻れずにいた。
その3年後、王立財務省のチーフエンジニアであるソンバトボディ(ブホップ)は、幼い頃から両親に占いで決められていた婚約を取り下げる。 理由は、長年夢で見る美しい女性に憧れていたからであった。いっぽう、王立警察署の大佐の娘であるゲイソンは、家事が苦手な女性であるが、ジャン＝バプティスト・パレゴワ神父からアサンプション教会で教育を受けており、英語に堪能で世界史の知識もあった。ある日パレゴワは、アユタヤ朝時代のノートを買ってきて、ゲイソンに解析を頼む。その日記はシャム語風の言葉で書かれていたが、時代に合わない奇妙な表現が含まれているものだった。その日記を書いたのは、2018年に交通事故にあったケツランで、アユタヤ時代のカラケットの身体に魂が入り込み、デイに恋していた。ケツランは、持っていた歴史の知識をそこに書き残し、子孫に将来起きることに備えさせようとしていたのだった。 
ブホップは、劇場でゲイソンに出会う。その劇場はチャオプラヤー川沿いの有力貴族の子弟(王子)が運営しているところで、出会いは2人の軽い喧嘩だった。しかし、ブホップは、ゲイソンを見た時彼女の姿が自分が夢で見ていた美しい女性にそっくりの、おそらく生まれ変わりであることに気がつく。そしてそれが自分が先だって婚約を解消した女性であったことに気が付きがっかりするが、彼女と改めて付き合いたいと考える。いっぽうゲイソンの方は、ブホップの容姿や振る舞いが気に入らず、またブホップが運命を信じていることを無知であると考え、彼のことを拒絶する。ブホップは彼の友人であり先生のようなものでもあるスントーン・プーに、自分が婚約を破棄する前に時間を遡る方法を相談する。プーは、それには応えず、代わりに心から導くようアドバイスする。ブホップはゲイソンに自分らが前世に来世一緒になりたいと考えて今に生まれ変わったと伝えだし、ゲイソンをさらに困らせる。
後日、ハンター氏が売るために持ってきた蒸気船のThe Express号の歓迎式典で、2人は再会する。ゲイソンは蒸気船に興味を持つあまり、水に落ちそうになる。それをブホップが助けようとしたが、先にメータスが助けたことで、ブホップは代わりに水に落ちてしまう。ブホップはメータスの顔が気に入らず、マスケット銃を含む彼の持ち物を没収する。ゲイソンは没収されたものをメータスに返そうとブホップの部屋に忍び込むが、ブホップに捕まってしまう。ブホップをメータスに会わせる条件でゲイソンは所持品をメータスに返却し、その際にメータスは彼らに自分がどうして過去に遡ったのかを話した。その話にゲイソンは興味を持ち、パレゴワ神父にメータスを会わせ、神父は計算ののち、3ヶ月後に日食が起こることをメータスに教える。ゲイソンはメータスに例の日記を見せ、メータスはその一部を解説するが、神父はそれが未来のことを記述していることに気が付き、未来を知ることは神の意志に反することだと言ってゲイソンが日記を読むことも禁ずる。
ブホップと彼の上司はハンター氏を連れ、蒸気船の購入のために謁見する。しかし、王子殿下は購入には興味を持たなかった。彼には鉄の船がまともに動くとは信じられなかったからだった。ハンター氏はいつものように反応し、護衛の仮面兵士に鎮圧される。ハンター氏は怒って、ブホップと上司に、蒸気船はコーチシナに売る、英国政府に訴える、英国の軍艦で河口を封鎖すると言う。ブホップは、ゲイソンとメータスと協力して蒸気船の模型を作り、殿下に見ていただくことで考えを変えてもらい、西欧との争いを避けようと考える。蒸気船模型の試験運転中に蒸気機関が爆発し、ゲイソンたちをかばったことでブホップはケガをする。ケガはブラッドリー医師に治療してもらい、蒸気船模型は完成したが、それを見ても殿下は蒸気船が不当に値上げされていると言って購入を拒否し、シャムと西欧の仲はさらに悪くなった。
事故をかばったこととメータスの口説き方のアドバイスもあってブホップとゲイソンは付き合いだすが、ゲイソンには迷いがあり、ブホップのプロポーズを断る。その後、ブホップは蒸気船と劇場間に密輸を思わせる不審な動きがあるのを見つけ、ゲイソンのいる教会に来訪して日記を見ようとする。そこで彼らは日記を盗もうとしていたメータスを見つける。メータスは、蒸気船の購入拒否がきっかけで事態が悪化すると日記を読み上げるが、その後のページを読み上げず、その部分を破り取る。事態の打開のため、ブホップとメータスは分かれて手がかりを調べだす。ブホップはプーとともに、劇場を調べ、楽屋の倉庫に反乱のための武器が沢山隠されていることを発見する。
メータスはハンター氏を尾行し、彼の不可解な行動を発見するが見張りに捕まる。ハンター氏はそれをかばってオフィスに連れ帰る。ハンター氏は王子の反乱に協力し、王子が政権を取ったあとは財務省のトップになるつもりでいたのだ。ハンター氏の銃で脅されたメータスは、懐から例のマスケット銃を出し、自分がハンター氏の子孫であることを話して命乞いをするが、ハンター氏は全くそれを信じず、激怒する。そしてメータスを事務所に幽閉した。ことが終わったら、奴隷として彼をシンガポールに売り飛ばすつもりなのだ。
日食の日、ブホップはメータスを部屋から助け出す。彼はメータスから、彼が隠したハンター氏に関する日記のことを聞いて怒り出す。そこには、ハンター氏が買われなかった蒸気船から市の城壁を撃ったことが書かれていた。ハンター氏はそのせいでシャムを一生追い払われるのだが、メータスは自分の祖先と信じる彼を救おうとしていたのだった。しかし、その行動は引き換えにシャムが英国の植民地になることを引き起こすことでもあった。
ブホップは蒸気船のところに急ぎ、そこにカノン砲がたくさん仮面兵士の監修のもと運び込まれているのを目にする。油断していた船夫を捕まえ、制服を奪ってブホップは蒸気船に忍び込む。日食の直前、寺でメータスはゲイソンからもらった筒を開くと、そこに真実を発見する。そこには、ブホップ、ゲイソン、そして彼が一緒に描かれており、将来の幸せが祈られていたのだ。彼は友情に感謝し、わがままを反省し、蒸気船に向かう。ゲイソンは召使いのピーに、パクナムに遠征に出かけている父にメッセージを持っていくようお願いする。ピーはゲイソンが危険になると反対するが、それを押し切って使いに出す。蒸気船のそばで、ハンター氏をメータスとゲイソンが捕まえたことでブホップを助けるが、逆に捕まってしまい、蒸気船に乗せられてしまう。
真実は、殿下の側近とイギリス領主による陰謀によるものだった。ハンター氏から殿下が蒸気船を買わないとそそのかし、ハンター氏に殿下の権力と反乱の口実があるように思わせたのだ。ハンター氏は単に祝砲を撃つつもりでカノン砲を持ち込んだのだが、殿下の護衛の仮面兵士は彼と船長など彼の配下の兵士を捕らえ、持ち込んだカノン砲を市の城壁に撃ち、それをハンター氏の仕業に見せかけるつもりでいた。捕まったハンターや船長、ゲイソンやメータスは絶望する。しかし、乗り込んでいたブホップがゲイソンとメータスを助ける。ゲイソンとメータスに対し、護衛の配下の兵士が襲いかかってくる。戦いの合間に、ゲイソンは操舵室に入り込み、模型を作る際に教わった操舵法で船の向きを変え、城壁への砲撃を無効にする。仮面兵士とメータスは戦い続け、ついに仮面兵士の仮面が割れる。それはシャム人ではなく、スパイの英国人であった。 
ブホップは怒る仮面兵士と戦い続けるが、ついに倒れてしまう。仮面兵士はたいまつを使って再びカノン砲に着火しようとするが、それは川岸でプーが唱えた魔法のマントラで起きた風で何度も着火しない。しかしプーは難しいマントラを読もうとして失敗する。最悪の事態はゲイソンはメータスのスマホを投げて邪魔したことで回避されるが、怒った仮面兵士はマスケット銃をゲイソンに向ける。倒れていたメータスの持っていた不思議なマスケット銃を拾い、ブホップはそれを仮面兵士に向ける。日食は皆既になろうとしており、メータスはそれを撃てば彼がタイムスリップしてしまうことを指摘する。ゲイソンはブホップと共に銃を構え、一緒に時を越える覚悟があることを示す。2人が銃を撃ったが、果たして2人はタイムスリップせず、銃撃の反動で銃ごと船からチャオプラヤー川に転落する。
川で溺れたゲイソンは、カラケットになった夢を見る。カラケットのそばには、日記と、デイがいた。ブホップによく似たデイは、彼女に優しく世話をしていた。ゲイソンが、自分がカラケットの生まれ変わりであり、デイの生まれ変わりであるブホップが運命の相手であることを理解した直後、彼女は目を覚ます。メータスに指導されたブホップが心肺蘇生法と人工呼吸を行ったからだった。父を連れ帰ったピーが蒸気船にゲイソンを迎えに来て、2人は一旦分かれる。ハンター氏は当局に自首したが、それまで彼を支えたメータスに感謝する。ブホップもまた、メータスの助けに感謝するものの、そのせいでメータスが未来に帰れなかったことを後悔するが、メータスは自分が銃と共に過去に戻った理由があり、それは銃がこの時代へのタイムスリップを必要として、そのために自分を使ったのだと確信していた。王子殿下は、側近と英国の役人を逮捕し、側近を信じていたことに失望する。側近はシャムのために行ったことだと言い訳するが、遠くからプーがマントラを唱えたことで、シャムに対する邪悪な陰謀を白状して即死する。
少しして、ブラッドリー医師が出版を始める。それは、シャム初の新聞 "The Bangkok Recorder"で、その名前は偶然にもメータスが命名に協力したものだった。ハンター氏は妻とともにシャムを追放されることになった。ハンター氏は蒸気船をコーチシナに売り渡し、残った英国工場を息子のように思ったメータスに譲って去る。仮面兵士は懲役刑に処せられた。英国工場のオーナーとなったメータスは、譲られたシルクハットを被って同じく譲られた市販の銃を従業員が運んでいた箱に入れたときに、それが自分がタイムスリップの原因となった不思議な銃の入っていた箱とそっくりであることに気がつく。そして、その銃には"ルアン・アウトウィセット"の文字が刻まれていた。つまり、メータス自身がメータスの祖先だったのだ。そして、箱を運んでいた従業員、ペイと結婚する。二人の姿は彼が現代に英国工場と同じ場所に見つけた、帽子を被った先祖の写真とそっくりであった。
神父が日記をゲイソンに渡すものの、ゲイソンはカラケットの日記をもう読まないことに決め、そして、自分が今を記録していくことに決める。神父も、人それぞれに歴史の見方があると、自分も記録をつけていくことに決める。ブホップのゲイソンへの再びのプロポーズで、二人は結婚し、それが"運命のふたり"であることを後世に残すために写真を撮ることにする。
最後に、プーとブホップは、プーが読んでいたマントラの書かれていた経巻を箱に入れ、アユタヤの地に埋めることにする。そこに書かれていた呪文がその時代には危険すぎると夢で告げられたため、誰も読めないようにするためだった。178年後の2022年、野菜を育てるために土いじりをしていた農夫が箱を掘り当て、それを畑でインスタグラム投稿していたプータンに渡す。土いじりをしていたその場所は、プーとブホップが経巻を入れた箱を埋めたのと同じ場所だった。

## キャスト
役者名はアルファベット名の場合、映画のスタッフロールによる。演じている役柄は日本語が先にある場合、2022年12月25日現在の大渕誉哉作成の字幕にある役名、アルファベットかタイ語が先にある場合、映画のスタッフロールによる。役柄にリンクがある人物は、歴史上実在した人物である。
- ソンバトボディ(ブホップ)/デイ - Thanavat Vatthanaputi[7]
- ゲイソン/カラケット - ラニー・キャンペーン[7]
- メータス･ハントラクル - Paris Intarakomalyasut[7]
- 王子 - Chanon Santinatornkul[7]
- ピー - Pawenuch Paengnakhon[7]
- スントーン・プー - Nimit Luksameepong[7][8]
- แม่ภพ(ブホップの母) - Suwatjanee Chaimusik[7]
- ハンター - ダニエル・フレイザー[8]
- ブラッドリー先生 - Stephen Thomas[8]
- パレゴワ神父 - ジョナサン・サムソン[9][8]
- ขุนยุทธมาต์(仮面の護衛兵士) - ピーター・トゥインストラ[10]
- เจ้าพระยาพระคลัง - Somphol Chaisiriroj
- ペイ - Pichatorn Santinatornkul[10]
- พระสุรสวัสดิ์(王子の側近) - ヴィタヤ・パンスリンガム[10]
- Lady rowing boat #1 - Janya Thanasawangkul[10]
- Lady rowing boat #2 - Ramida Prapasanobon[10]
- Giantess Performer - Chaleumpol Tikampornteerawong[10]
- ゲイソンの父(警察大佐) - Surapol Poonpiriya[10]
- ゲイソンの母 - Anchuleeon Buagaweaw[10]
- ブホップの父 - Pongsanart Vinsiri[10]
- 召使い - Jarunee Boonsake[10]
- 僧に施しをする人 - Komgrit Triwimol[10]
- 僧 - Vijjapat Kojiw[10]
- ヌーン - ケルビン・ウォン

## 制作
『運命のふたり －劇場版－』は、Rompaengの小説 บุพเพสันนิวาส を原案としている。これは、テレビ版の『運命のふたり』が2018年にブームになった際に、プロデューサーのอรุโณชา ภาณุพันธุ์が話していたことである。gdhの経営陣は、TVドラマの続編を映画にすることについて、コンタクトを取った。
gdhとBroadcast Thai Televisionは合意し、2021年2月1日から撮影が開始した。 ノンタブリー県での撮影中、イッティポン・クンプルム文化省大臣が訪問し、国による創造での経済振興と、新型コロナウイルスの感染防止対策へのフォローをアピールした。
『運命のふたり －劇場版－』は、GDHにとって最初の時代劇ファンタジー映画である。 脚本は監督のAdisorn Tresirikasemが、GDHスタッフのバックアップの下で作成した。 作成には10ヶ月を要した。 Rompaengが映画監修に就き、映画のポストプロダクションには2年かかると指摘した。 上映時間は166分で、これはGDHの中では最も長い映画となる。
プロデューサーのVanridee Pongsittisakは、この映画は歴史を正確に描いた映画ではないが、歴史的な逸話を発想の1つとして取り入れたと話した。 Thanavat Vatthanaputiは、自分が映画で演じた役はテレビドラマで自分が演じた役とは異なるが、ブホップが彼が夢で出会った女性と結婚したいと考えているのは明らかだと話した。 ラーニー・キャンペーンは、自分の演じた役はセリフが多く、演じるのが難しいシーンもあったが、ゲイソン役を楽しんで演じたと話した。
映画にはロケ地としてワット プラユーン ウォンサーワート や、ノンタブリー県にあるMatichon Warehouseなどが含まれている。

### Destiny Token
GDHとBroadcast Thai Televisionが共同経営している会社、Special Destinyは、"Destiny Token"という名称でデジタルトークンを発行した。このトークンには3種類があり、合計1万6087枚が発行され、265百万バーツを越える発行高があり、償還期限は2年以内である。 これはタイの映画会社が初めて発行したデジタル・アセットによる資金調達となる。
デジタルトークンの購入者には、その種類に応じて、映画グッズの提供や、一般公開前の試写会への招待券、俳優など映画関係者との昼食会への招待などの特典が約束され、さらに映画収益の目標達成でさらに多くの収益が与えられるとされた gdhは、トークンの収益を利用して、この映画を海外に売り込むことも考えている。

## サウンドトラック
Vichaya Vatanasaptが作曲した映画音楽は、ファランポーン・リディムから提供されている。 Waruntorn Paonilが歌う映画主題歌"ถ้าเธอรักใครคนหนึ่ง"は、作詞、作曲、編曲をPanthapol Prasarnrajkit が行い、MVはジラ・マリクンが製作した。初めて公開されたのはチャンネル3の番組"ข่าวสามสี"の、2022年7月14日のことだった。

## 公開
『運命のふたり －劇場版－』は、2020年9月23日にサイアム・パラゴンにある映画館 Siam Pavaraiで行われたイベント GDH Xtraordinary 2021 Lineup で初めて発表された。 当初の予定では、この映画が公開されるのは2021年12月2日だった。 しかし公開は2022年5月4日に延期され、 さらに2022年7月28日に延期された。
『運命のふたり －劇場版－』の公開セレモニーは2022年6月30日に、エムクオーティエで開催された。また、公開の直前にはバンコクの主要部で"จดหมายเหตุ บุพเพ ๒"と映画公開を記事にしたThe Bangkok Recorderのイミテーションが配布された。 これは、従来メディアを使ったオフラインでの宣伝であり、SNSやデジタル・アセットを通じてオンラインと結び付けられた。
同年7月25日、GDHはプレミア上映会をサイアム・パラゴンの映画館、パラゴン・シネプレックスで開催した。 これに加え、"運命のふたり"TVシリーズの舞台となったアユタヤ県でも2日間、観光プロモーションを兼ねて特別上映会が行われた。 上映会には主演俳優の1人であるThanavatと、ドラマでChi Pa Khao師を演じたWatcharachai Sundarasiriが招待された 。
公開時、タイの映画館の一部の劇場では、視覚、聴覚障害者にプロモーション活動を行った。 さらに、タイの王室が支援する視覚障害者団体が、視覚に障害のある若者に映画の特別上映を行った。
海外では、ラオスとオーストラリアではタイと同時公開となり、カンボジアとシンガポールでは2022年8月に公開された。 また、インドネシア, マレーシア, ベトナム およびブルネイでも公開される。

### NETFLIXでの公開
2022年11月30日頃より、NETFLIXでの公開が始まった。対象国はタイを始め、オーストラリアなどのオセアニア、メキシコ、ブラジルなどの中南米、イスラエルからインド、パキスタンなどの中近東、ノルウェーやデンマークなどの北欧、英、仏、伊、独などの西欧、およびシンガポールやフィリピンなどの28ヶ国で、公開されているビデオには大渕 誉哉作成の日本語字幕が含まれている。
2023年6月1日頃から、日本版でも公開を開始した。日本版でのタイトルは「運命のふたり －劇場版－」

## 反応

### 興行収入
『運命のふたり －劇場版－』は公開初日から好評を得た。多くの映画館で前売りチケットが売れた ほか、多様な世代に受け入れられた 特に高齢の世代に好評で、この中にはこの映画が初めての映画館という人もいた 。加えて、一部の観客の中にはタイ風の衣装を来て映画を鑑賞しに来る者もいた。
公開初日のタイ全土での興行収入は51.19百万バーツで このうち、バンコク、バンコク近郊、およびチェンマイでの興行収入は21.40百万バーツであった 。これは2022年のタイ映画最高の滑り出しであり、またAdisorn Tresirikasem監督作品としては史上最高の滑り出しとなった。 これはここ3年で最高の成績を持ったトッツィーズ&フェイクスターを抜くものであった。
公開初週の興行収入は、タイ全土で392.43百万バーツ、バンコク、バンコク周辺およびチェンマイでのそれは170.19百万バーツであり、2022年に興行収入が100万バーツを超えた初の映画となったほか 、歴代のタイ映画の興行収入ベスト10にも入った。
海外でも好評であり、ラオスでは、映画館で最も初週4日間の興行収入が大きいタイ映画となった。

### 批評家の反応
映画は、おおむね好評な評価を得た。数人の批評家は、チャンネル3のソープオペラがgdhの映画品質を得たと述べた。また、史実とフィクションがうまく混ざり合い、またオリジナルのドラマにあったエッセンスも残されていると述べた。加えて、演技、音楽、脚本が観客の物語を楽しませる構成になっているとも評価された。いっぽうで、上映時間の長さなど、いくつかの点で不完全な点があるとも評された。
เว็บแบไต๋のPrapas Yuyenは、史実とフィクションがシームレスに結合していることを評価し、"これは本当に'gdh製 運命のふたり'である"としたが、一方で、映画で物語の主題に入るまでが遅いことを批判した。タイラットオンラインのMadam Autuerは、脚本が複雑であり、ラタナコーシン朝初期の文脈が現代的に解釈されすぎていると批判した。映画は、過去の出来事をあまりにも上書きしているともした。
プーヂャッガーンオンラインは、この映画が、テレビドラマと同じ原理に基づいていると述べた。"まるでTVのソープオペラを映画館でみているようだ" さらに、劇中の王子の性格の一部が実在の過去の王族であるหม่อมไกรสรにインスパイアされていると指摘した。 Pinyapan Potjanalawanは、映画がエリートと外国人で大部分の物語を進める"王党派ナショナリズム"と混同されていると批判した。また、ゲイソンの性格が映画"The Siam Renaissance"の登場人物'Maneechan'に類似しているとも指摘した。 the 101 worldのPimchanok Puksukは、おおむねPinyapanと同じ批評だったものの、Love Destiny: the Movieには明るい映画のアプローチがあり、他の歴史映画にはないユーモアにあふれているとした
チュラーロンコーン大学 アジア研究所のThanayot Lopattanontは、Love Destiny: the Movieはロマンティック、コメディ、そして歴史映画の調和をとることに成功し、ユーモアをもって出来事をしっかりと語ることが出来たとした。人種差別がなく善と悪とのバランスがとれており、観客の個人アイデンティティを結びつける作品であるとした 。Webサイトのkodungmovieは、オリジナルドラマの成功、楽しい物語の展開、gdhのマーケティング、出演俳優、そしてメローでわかりやすい内容が映画をヒットさせたと映画を分析した。

### ソーシャルメディアの反応
公開初日に、ハッシュタグ"#บุพเพสันนิวาส2" は、タイのTwitterトレンド1位となった。 関連ハッシュタグも映画公開時には人気となった。
公開前、GDHはFacebookのパブリシティに、ラムドゥアンの花を使用していた。カンボジアのソーシャルメディアユーザーの中には、gdhがカンボジアの国を象徴する花であるラムドゥアンを使ったこと、なぜタイの国を象徴する花であるナンバンサイカチを使わなかったのかと指摘した者もいた。 対してタイのソーシャルメディアユーザーの中には、ラムドゥアンはタイの地方花であると反応し、またカンボジアが国の花と宣言する前からシーサケート県やMae Fah Luang Universityのシンボルとして使われると述べる者もいた。